# هنري س. كوش
هنري س. كوش (بالإنجليزية: Henry C. Koch)‏ هو مهندس معماري أمريكي، ولد في 20 مارس 1841، وتوفي في 19 مايو 1910.